# Phytodietus citrinus
Phytodietus citrinus là một loài tò vò trong họ Ichneumonidae.